# 橋本ドクトリン
橋本ドクトリン（はしもとドクトリン）は、1997年1月に当時の橋本龍太郎首相が東南アジアを歴訪し、最終地であるシンガポールにおいておこなった政策演説である。この政策では、以下の3点での日本と東南アジア諸国連合との関係強化を意図したものであった。

## 3原則
1. 首脳対話の組織化
2. 多角的な文化協力
3. 地球規模の課題解決への協力